# 서병기
서병기(1959년 12월 4일 ~ )는 대한민국의 기자이다. 서울신문, 헤럴드경제 등에서 대중문화 분야를 담당했다.

헤럴드경제 엔터테인먼트 팀장(대중문화전문기자)다.

## 경력
- 헤럴드경제 엔터테인먼트 팀장(대중문화전문기자)
- 문화콘텐츠 앰버서더
- KBS 'TV 활용 교육(TIE)' 심사 위원
- '서울드라마어워즈 2008' 심사 위원
- 한국여가문화학회 이사
- (사)대한레저스포츠협의회 국제이사

## 저서
- 《유재석처럼 말하고 강호동처럼 행동하라》(두리미디어, 2008년)